# Кам'яне (Баштанський район)
Кам'яне́ — село в Україні, у Софіївській сільській громаді Баштанського району Миколаївської області. Населення становить 406 осіб. До 2020 року орган місцевого самоврядування — Кам'янська сільська рада.